# Łyżwiarstwo figurowe na Zimowych Igrzyskach Olimpijskich Młodzieży 2020 – solistki
Łyżwiarstwo figurowe na Zimowych Igrzyskach Olimpijskich Młodzieży 2020 – solistki – rywalizacja w jednej z konkurencji łyżwiarstwa figurowego – jeździe indywidualnej kobiet rozgrywanej na Zimowych Igrzyskach Olimpijskich Młodzieży 2020, która odbyły się 11 i 13 stycznia 2020 w hali CIG de Malley.

## Rekordy świata
| Rekordy świata juniorów (GOE±5) na moment rozpoczęcia zawodów (stan na 11 stycznia 2020): | Rekordy świata juniorów (GOE±5) na moment rozpoczęcia zawodów (stan na 11 stycznia 2020): | Rekordy świata juniorów (GOE±5) na moment rozpoczęcia zawodów (stan na 11 stycznia 2020): | Rekordy świata juniorów (GOE±5) na moment rozpoczęcia zawodów (stan na 11 stycznia 2020): | Rekordy świata juniorów (GOE±5) na moment rozpoczęcia zawodów (stan na 11 stycznia 2020): | Rekordy świata juniorów (GOE±5) na moment rozpoczęcia zawodów (stan na 11 stycznia 2020): |
| Konkurencja                                                                               | Segment                                                                                   | Zawodnicy                                                                                 | Punkty                                                                                    | Zawody                                                                                    | Data                                                                                      |
| ----------------------------------------------------------------------------------------- | ----------------------------------------------------------------------------------------- | ----------------------------------------------------------------------------------------- | ----------------------------------------------------------------------------------------- | ----------------------------------------------------------------------------------------- | ----------------------------------------------------------------------------------------- |
| Solistki                                                                                  | Nota łączna                                                                               | Aleksandra Trusowa                                                                        | 222,89                                                                                    | Mistrzostwa świata juniorów 2019                                                          | 9 marca 2019                                                                              |
| Solistki                                                                                  | Program dowolny                                                                           | Aleksandra Trusowa                                                                        | 150,40                                                                                    | Mistrzostwa świata juniorów 2019                                                          | 9 marca 2019                                                                              |
| Solistki                                                                                  | Program krótki                                                                            | Alona Kostornoj                                                                           | 76,32                                                                                     | Finał Junior Grand Prix 2018                                                              | 6 grudnia 2018                                                                            |

## Wyniki
| Poz. | Zawodnicy           | Reprezentacja     | Nota łączna | SP | SP    | FS | FS     |
| ---- | ------------------- | ----------------- | ----------- | -- | ----- | -- | ------ |
| 01 ! | You Young           | Korea Południowa  | 214,00      | 1  | 73,51 | 1  | 140,49 |
| 02 ! | Ksienija Sinicyna   | Rosja             | 200,03      | 2  | 71,77 | 2  | 128,26 |
| 03 ! | Anna Frołowa        | Rosja             | 187,72      | 3  | 69,07 | 4  | 118,65 |
| 4    | Mana Kawabe         | Japonia           | 185,22      | 4  | 65,84 | 3  | 119,38 |
| 5    | Alina Urushadze     | Gruzja            | 179,50      | 5  | 63,10 | 6  | 116,40 |
| 6    | Alessia Tornaghi    | Włochy            | 178,60      | 6  | 62,19 | 5  | 116,41 |
| 7    | Audrey Shin         | Stany Zjednoczone | 176,67      | 7  | 60,36 | 7  | 116,31 |
| 8    | Jekatierina Riabowa | Azerbejdżan       | 169,37      | 9  | 59,30 | 8  | 110,07 |
| 9    | Maïa Mazzara        | Francja           | 166,16      | 8  | 59,48 | 9  | 106,68 |
| 10   | Anaïs Coraducci     | Szwajcaria        | 150,89      | 13 | 48,03 | 10 | 102,86 |
| 11   | Catherine Carle     | Kanada            | 143,42      | 12 | 49,57 | 11 | 93,85  |
| 12   | Regina Schermann    | Węgry             | 141,82      | 11 | 50,62 | 13 | 91,20  |
| 13   | Kate Wang           | Stany Zjednoczone | 141,17      | 10 | 54,75 | 14 | 86,42  |
| 14   | Eva Lotta Kiibus    | Estonia           | 138,70      | 14 | 46,63 | 12 | 92,07  |
| 15   | Ivelina Baycheva    | Bułgaria          | 128,83      | 16 | 43,90 | 15 | 84,93  |
| 16   | Nella Pelkonen      | Finlandia         | 118,42      | 15 | 45,13 | 16 | 73,29  |